# Ostreopsis ovata
Ostreopsis ovata è una microalga marina che appartiene alla famiglia delle Ostreopsidaceae.

## Distribuzione e presenza in Italia
È una specie tipica dei climi caldi e tropicali, ma negli ultimi anni è presente anche sulle coste italiane. La fioritura algale è stata segnalata nelle acque del litorale di Genova ma anche già osservata in numerose occasioni in Toscana, estate 1998 e Puglia nell'estate 2003-2004.
Prime segnalazioni nel 1998 in Toscana, Costa apuana, Provincia di Massa Carrara dal Laboratorio provinciale del Dipartimento ARPA Toscana di Massa. In Puglia in particolare è presente dal 2001, nel 2005 viene colpita la Liguria.
Nell'estate 2006 viene interessata la costa di Fregene. Nell'ottobre 2006, invece, è stata ritrovata nel Golfo di Trieste da parte del Laboratorio ARPA FVG del dipartimento di Gorizia. A partire dall'estate del 2008 (fine agosto) questa specie è stata riscontrata anche lungo le coste abruzzesi (Rocca San Giovanni e Fossacesia) osservata presso il Consorzio Mario Negri Sud.
Nel settembre 2008 si è rilevata una fioritura eccezionale nelle Marche, tra il Passetto di Ancona e Sirolo, che ha determinato la chiusura della balneazione nelle spiagge comprese in tale tratto. Dall'ottobre 2009 interessa le coste del Friuli-Venezia Giulia.
Fra 2006 e il 2012 la presenza della microalga è stata segnalata anche nelle coste di Palermo e Catania e a sud dell'Argentario.

## Fattori che ne favoriscono la proliferazione in mare ed effetti sui bagnanti
I fattori che ne favoriscono la riproduzione/proliferazione rapida, detta fioritura algale, sono comuni a tutti i vegetali: la presenza in acque di azoto e fosforo che vengono apportati al mare dai fiumi, in più nei tratti in cui vi è ristagno di acqua, o per mancanza di correnti, o per la costruzioni di pennelli a difesa della costa, l'aumento di temperatura già da 22-23 °C.
Quando si verifica la fioritura dell'alga, le acque in superficie possono presentare colorazioni anomale e talvolta chiazze schiumose biancastre e marroni od opalescenza o materiale di consistenza gelatinosa in sospensione.
L'alga però non è visibile ad occhio nudo (dimensioni: 27–35 µm, 47-55 µm), è microscopica, ma sul fondo, visto che è bentonica, si colloca sul substrato sabbioso o roccioso e provoca la morte di tutti gli organismi che vi vivono, perché nella crescita esaurisce l'ossigeno a disposizione, lasciando una situazione desolata, come se tutte le macro-alghe visibili fossero "glassate" da una pellicola bruna a partire da circa 1,5 m di profondità.
Per gli animali quali ricci di mare e stelle di mare si assiste alla repentina perdita rispettivamente, di aculei e braccia; mentre per le patelle e i denti di cane che stanno attaccati alle rocce, si assiste al distacco dagli scogli e morte; cosa simile accade ai mitili, le comuni cozze.
Quindi ci si rende conto della presenza di O. ovata non direttamente, ma da ripetute ispezioni della costa nei mesi in cui ci si aspetta della sua presenza; generalmente luglio agosto è il momento critico.
Nelle condizioni sopra descritte in mare l'alga è in stato di massima crescita e basta una mareggiata con vento che spiri sulla costa per far risentire il suo effetto sgradito, fino ad instaurare una sindrome da intossicazione, sui bagnanti.

## Tossicità
La fioritura dell'alga può causare un'intossicazione i cui sintomi indirizzano verso un meccanismo irritativo aspecifico sulle mucose respiratorie e congiuntivali, con conseguente irritazione congiuntivale, rinorrea (raffreddore), difficoltà respiratorie (tosse, respiro sibilante, broncospasmo con moderata dispnea) e febbre.
La modalità di esposizione per il manifestarsi dei sintomi non è l'ingestione, ma l'inalazione di aerosol marino e cioè di microparticelle acquose in sospensione contenenti l'alga. Questo giustifica i sintomi anche in soggetti che non praticano attività acquatiche e rende il divieto di balneazione inappropriato per limitare l'esposizione.
La sindrome clinica è da considerare completamente benigna e non paragonabile ad altre sindromi tossiche causate da alghe.
La tossicità dell'Ostreopsis ovata sembra dovuta alla produzione di una tossina non meglio identificata (solubile in butanolo) con caratteristiche in qualche modo simili alla palitossina, tossina marina ben conosciuta e molto potente. Proprio a causa della tossicità vengono periodicamente monitorate le concentrazioni di questa alga assieme alle specie Prorocentrum lima e Coolia monotis.
Come detto sopra, l'azione più diretta è quella della "sindrome influenzale". Ma la palitossina ha anche una seconda via di azione sulla salute umana, interessando gli organismi che sono presenti nell'ambiente dove l'alga si è accresciuta in numero. In particolar modo sono colpiti i molluschi eduli muniti di conchiglia, i quali non hanno un danno diretto della tossina (muoiono per la mancanza di ossigeno vista l'enorme presenza di Ostreopsis), ma che nel loro corpo, col tempo, vanno accumulando la tossina.
Il pericolo a questo punto si ha con la raccolta dei molluschi che spesso viene fatta, che è vietata, se non solo in quei tratti dove espressamente è concessa per la produzione a scopo alimentare, e che avviene con l'avallo delle ASL e Servizio Zooprofilattico di competenza che abbiano accertato la bontà del sito, emanando apposite delibere e certificazioni con analisi ripetute dei molluschi pescati durante l'anno.
Ora animali, molluschi in questo caso, contaminati dalla tossina prodotta da Ostreopsis, se mangiati, anche se cotti, provocano una tossinfezione alimentare conosciuta come ciguatera, o DSP (ossia diarrea a seguito avvelenamento di molluschi), con sintomatologia classica di vomito e diarrea, trascorse sei ore dall'ingestione. Va altresì detto che altre sintomatologie sono associate, ma non è mortale.

## Cosa si fa per contenere il fenomeno
Con l'entrata in vigore, il 25 maggio 2010, del decreto 30 marzo 2010, attuativo del D.Lgs 116/2008, in Italia è diventato obbligatorio (art.3) effettuare monitoraggi in aree a rischio di O. ovata e altre alghe potenzialmente tossiche (Coolia monotis, Prorocentrum lima, ecc.).
Infatti le Agenzie Regionali per la Protezione Ambientale (ARPA) nei litorali marini dove si è conclamato il fenomeno sopra descritto, nei periodi estivi ricercano la loro presenza, anche prima che si verifichino le condizioni critiche, ne tengono sotto controllo il numero nell'acqua di mare e avvertono i comuni e le ASL di competenza quando il numero supera le 10000 unità cellulari su litro (come da "Linee guida del Ministero della Salute" della Repubblica Italiana). Il numero di 10.000 cellule/litro era quello consentito dalla legge fino al 2018. Attualmente questo limite è stato elevato a 30.000 cellule/litro.